# 질 드 레 남작
질 드 몽모랑시라발 드 레 남작(프랑스어: Gilles de Montmorency-Laval, baron de Rais: 1404년-1440년 10월 26일)은 브르타뉴, 앙주, 푸아투, 멘, 앙구무아의 기사, 영주였다.:80-81:95-98 드 레 남작이라는 작위는 현대식 철자법으로는 드 레 남작(프랑스어: baron de Retz)이라고 쓴다.
백년전쟁 당시 사촌인 대시종관 조르주 1세 드 라 트레무아유를 따라 샤를 7세 측에 가담해 잉글랜드군과 싸웠다.:50 시기적으로 드 레 남작은 성녀 잔 다르크와 동시기에 싸웠으니 전우 관계라고 할 수 있지만, 두 사람의 관계가 어떠했는지는 알려진 바가 거의 없다. 레는 오를레앙 공성전에 공을 세워 1429년 7월 17일 샤를 7세가 랭스에서 대관식을 했을 때 프랑스 원수로 서임되었다.
1432년 조부 장 드 크라옹이 죽고, 사촌 조르주 드 트레무아유가 국왕의 총애를 잃자 드 레 역시 점차 군무에서 물러나기 시작했다. 1434년부터 그의 친족들, 특히 동생 르네는 질이 영지를 경매에 부쳐 마련한 경비로 방탕하고 사치를 부린다고 비난했고, 이를 받아들인 샤를 7세가 1435년 7월 2일 질이 영지를 매각하는 것을 금지했다.:92-93
1440년 10월, 질 드 레는 브르타뉴 공국에 이단, 동성애 및 140명 이상의 아동 살해 혐의로 고발되었다.:168-169 ; 171 ; 245-246 질 드 레는 죄를 자백하고 1440년 10월 26일 교수형에 처해졌다. 그 시체는 토막내서 불에 태워졌다.

## 픽션에서 등장
- 질 드 레와 그의 티포주 성은 샤를 페로의 동화, 《푸른 수염》의 기초가 되었다고 추정된다.
- 질 드 레는 조지 버나드 쇼의 희곡, 《성 조안》의 조연으로 설정되었다.
- 오스카 와일드가 레딩 감옥에 수감되었을 때 작성한 서간집인, 《절망에서》中 알프레드 더글라스 경에게 보내는 긴 편지에서, "나는 어느 면에서 질 드 레와 사드 후작 중간 안에 있다" 하였다.
- 질 드 레는 우로부치 겐의 소설 《fate zero》의 제4회 성배전쟁의 서번트 캐스터로서 등장한다. 세이버(아서왕)를 잔 다르크로 착각하고 들이대지만 결국 세이버의 엑스칼리버의 빛을 보고 자신이 영웅이었던 때를 자각하고 죽는다. 신을 부정하고 혐오하여 아동살해 등을 많이 저질러 왔다. 이유는 신이 잔 다르크를 아직 시험하고 괴롭게 한다는 것, 평생을 잔 다르크를 위해 살아 왔던 것이다.
- 라이트 노벨인 페이트 제로와 애니메이션 페이트 제로에서 캐스터의 클래스로 등장하여 나인성교본을 들고 괴수를 소환하여 자신의 마스터와 함께 연쇄살인을 저지른다.(페이트 아포크리파에서 마지막 부분에 셰익스피어에 의해 소환되어서 잔 다르크를 만난다.)
- 네이버 웹툰(완결)의 크리퍼스큘에서 원로원의 대표로 나온다. 1세대 뱀파이어이며, 카르밀라와 밀접한 관련이 있으며, 쌍둥이 남매 밀피유 미엘, 쇼콜라 미엘과 함께 원로원을 이끌어 나간다.